# Убийство детей в Квинсленде
 Массовое убийство в Квинсленде — трагедия, приведшая к гибели 8 детей в австралийском штате Квинсленд (город Кэрнс) 19 декабря 2014 года. Погибшим детям было от 18 месяцев до 14 лет — они были братьями и сёстрами и являлись местными аборигенами. Все они были убиты холодным оружием. Погибшие были обнаружены в доме на Мюррей-стрит. Вместе с ними в доме была обнаружена раненая 37-летняя женщина — мать погибших, которая была арестована по подозрению в убийстве.
Райна Мерсан Ина Тайдай, также известная как Мерсан Варрия, приходилась семерым убитым матерью и одному — тетей. После убийства детей она нанесла себе раны, вероятно, с целью покончить с жизнью, однако выжила. Трупы обнаружил старший сын Мерсан, пришедший домой. Утверждается, что женщина призналась сыну в убийстве его сиблингов, а также двоюродного брата.
21 декабря 2014 Мерсан было предъявлено обвинение в восьми убийствах, однако вскоре после этого она была помещена в психиатрическую лечебницу. Судебно-психиатрическая экспертиза установила, что в момент совершения преступления женщина была невменяема и, следовательно, не может быть приведена к уголовной ответственности. По состоянию на 2017 год, женщина продолжала находиться на принудительном лечении.